# アッシャーマン症候群

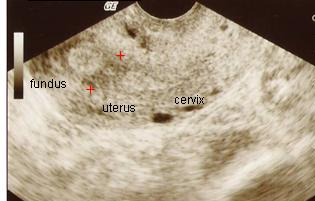
超音波画像

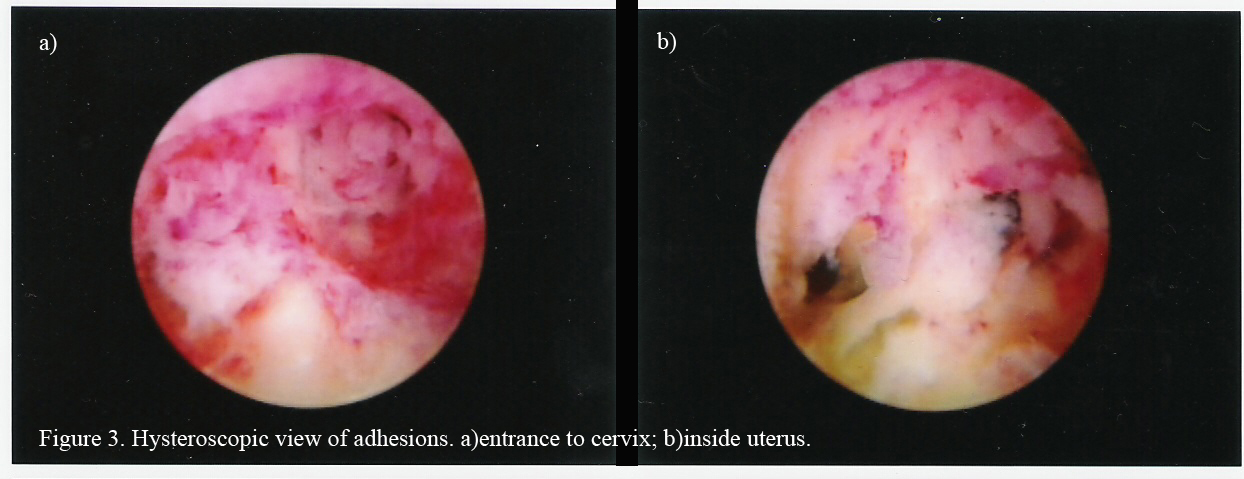
ヒステロスコピー画像

アッシャーマン症候群（アッシャーマンしょうこうぐん、英: Asherman's syndrome）は、流産などに起因する子宮内掻爬操作により、子宮壁が癒着した状態。子宮性不妊の原因となる。

## 概要
子宮内を掻爬することにより、外科処置の際に腹膜が癒着するように子宮壁が癒着する。子宮内掻爬後一定数発症する偶発症である。無月経、過少月経、不妊の原因となる。

## 治療
子宮鏡下にて癒着を除去し、その後、IUDまたはバルーンカテーテルを入れる。同時にエストロゲンを投与する。